# Karyatani
Karyatani is een bestuurslaag in het regentschap Lampung Timur van de provincie Lampung, Indonesië. Karyatani telt 5746 inwoners (volkstelling 2010).